# パットナム郡 (イリノイ州)
パットナム郡（英: Putnam County）は、アメリカ合衆国イリノイ州の北部に位置する郡である。2010年国勢調査での人口は6,006人であり、2000年の6,086人から1.3%減少した。総面積では州内最少の郡である。郡庁所在地はヘネピン村（人口757人）であり、同郡で人口最大の都市はグランビル村（人口1,427人）である。
パットナム郡はオタワ・ストリーター小都市圏に属している。

## 歴史
パットナム郡は1825年にフルトン郡から分離して設立された。郡名はアメリカ独立戦争の将軍だったイズラエル・パットナムに因んで名付けられた。

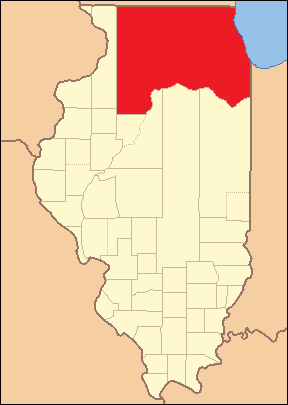
1825年創設時の郡領域
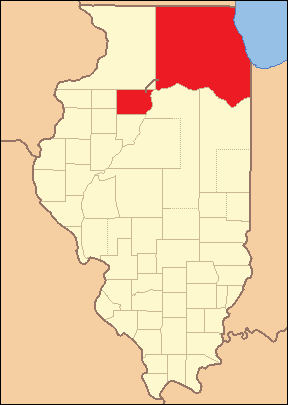
1827年から1831年、2つに分かれている
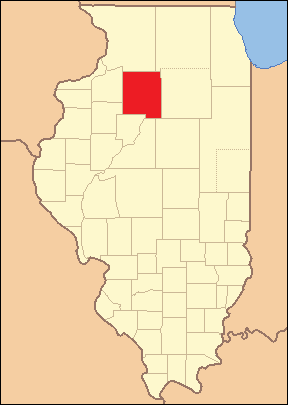
1831年から1837年
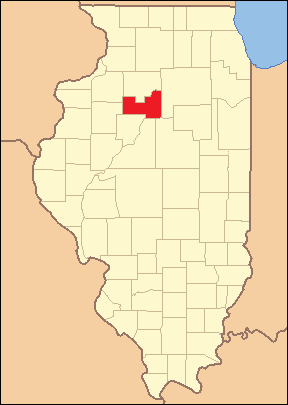
1837年から1839年
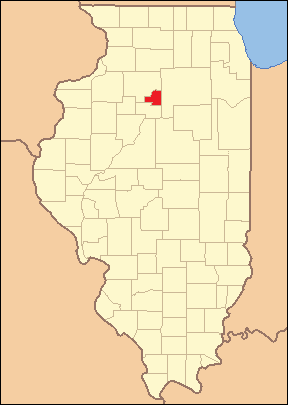
1839年から現在

## 地理
アメリカ合衆国国勢調査局に拠れば、郡域全面積は172,22平方マイル (446.0 km2)であり、このうち陸地160.16平方マイル (414.8 km2)、水域は12.06平方マイル (31.2 km2)で水域率は7.00%である。

### 主要高規格道路
- 州間高速道路180号線
- イリノイ州道18号線
- イリノイ州道26号線
- イリノイ州道29号線
- イリノイ州道71号線
- イリノイ州道89号線

### 隣接する郡
- ビュロー郡 - 北、西
- ラサール郡 - 東
- マーシャル郡 - 南

## 気候と気象
近年、郡庁所在地であるヘネピン村の平均気温は1月の13°F (-11 ℃) から7月の86°F (30 ℃) まで変化している。過去最低気温は1999年1月に記録された-30°F (-34 ℃) であり、過去最高気温は1988年6月に記録された104°F (40 ℃) である。月間降水量は1月の1.14インチ (29 mm) から8月の4.32インチ (110 mm) まで変化している。

## 人口動態
以下は2000年国勢調査による人口統計データである。
| 基礎データ - 人口: 6,086人 - 世帯数: 2,415 世帯 - 家族数: 1,748 家族 - 人口密度: 15人/km2（38人/mi2） - 住居数: 2,888軒 - 住居密度: 7軒/km2（18軒/mi2） 人種別人口構成 - 白人: 97.62% - アフリカン・アメリカン: 0.62% - ネイティブ・アメリカン: 0.35% - アジア人: 0.26% - その他の人種: 0.62% - 混血: 0.53% - ヒスパニック・ラテン系: 2.81% 先祖による構成 - ドイツ系：26.9% - イタリア系：20.0% - アイルランド系：8.1% - ポーランド系：7.1% - スウェーデン系：5.5% | 年齢別人口構成 - 18歳未満: 25.1% - 18-24歳: 7.0% - 25-44歳: 26.7% - 45-64歳: 25.3% - 65歳以上: 15.9% - 年齢の中央値: 40歳 - 性比（女性100人あたり男性の人口） - 総人口: 97.7 - 18歳以上: 96.2 世帯と家族（対世帯数） - 18歳未満の子供がいる: 30.5% - 結婚・同居している夫婦: 62.1% - 未婚・離婚・死別女性が世帯主: 7.0% - 非家族世帯: 27.6% - 単身世帯: 24.6% - 65歳以上の老人1人暮らし: 12.3% - 平均構成人数 - 世帯: 2.52人 - 家族: 2.99人 収入と家計 - 収入の中央値 - 世帯: 45,492米ドル - 家族: 50,708米ドル - 性別 - 男性: 40,938米ドル - 女性: 21,706米ドル - 人口1人あたり収入: 19,792米ドル - 貧困線以下 - 対人口: 5.5% - 対家族数: 4.2% - 18歳未満: 8.8% - 65歳以上: 3.1% |

## 郡区
パットナム郡は下記4つの郡区に分割されている。
- グランビル
- ヘネピン
- マグノリア
- セナクワイン

## 都市と町
- グランビル
- ヘネピン - 郡庁所在地
- フロリド
- マグノリア
- マーク
- マクナブ
- パットナム
- スタンダード